# Rosca Asahiflex M37
La muntura Asahiflex M37, introduïda el 1952 per Asahi Optical Joint Stock C. (Pentax), està dissenyada pel seu ús amb càmeres rèflex analògiques de 35mm, com la Asahiflex I, la primera de la sèrie. Aquest va ser el primer sistema de SLR japonès.
La muntura té un diàmetre de 37mm i una distància focal de brida de 45.46mm.
Aquesta muntura es va deixar de fabricar el 1957, quan va sortir al mercat la primera Pentax amb rosca M42. Aquestes càmeres a diferència de les que tenien la rosca M37 ja incorporaven pentaprisma.

## Esquema de noms de les càmeres amb muntura Asahiflex M37
La Asahiflex I, va ser una copia de la Praktiflex del 1939 dissenyada per Pentacon a la República Democràtica Alemanya, però amb la rosca M37, en lloc de la M40. El 1954 la Asahiflex IIB va ser la primera càmera a incorporar un mirall amb retorn automàtic.

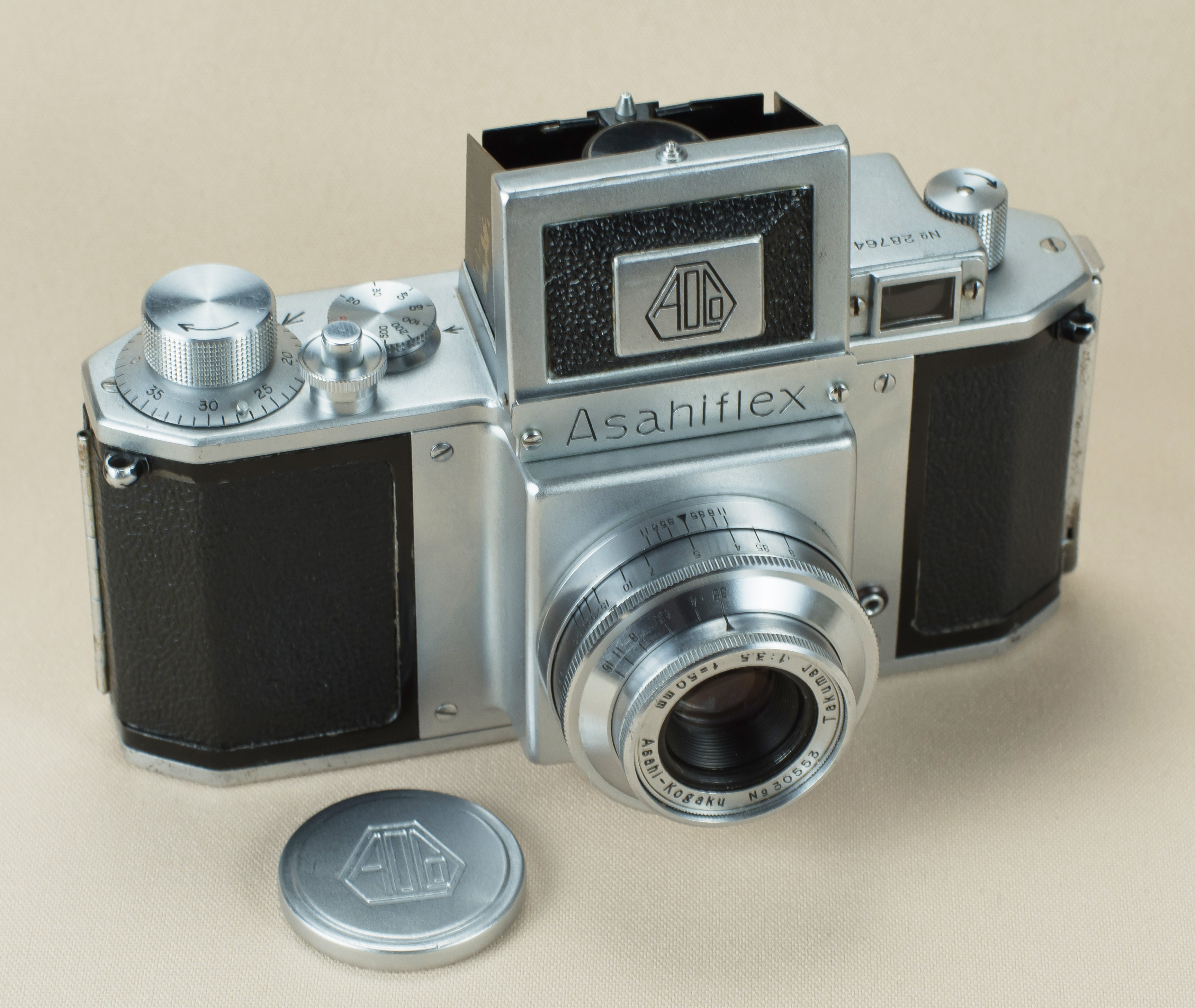
Asahiflex I

| Model         | Any  |
| ------------- | ---- |
| Asahiflex I   | 1952 |
| Asahiflex IA  | 1953 |
| Asahiflex IIB | 1954 |
| Asahiflex IIA | 1955 |

## Objectius[11]
En alguns objectius d'aquesta muntura el sistema de filtres utilitzat s'anomena "slip-on" (A), es col·loquen sobre la lent i s'enrosquen amb uns petits caragols.
| Distància focal | Obertura | Any  | Distància mínima d'enfoc | Diametre de filtre |
| --------------- | -------- | ---- | ------------------------ | ------------------ |
| 50mm            | 3.5      | 1952 | 0.75m                    | A32                |
| 50mm            | 3.5      | 1953 | 0.75m                    | A32                |
| 58mm            | 2.4      | 1954 | 0.61m                    | 39mm               |
| 83mm            | 1.9      | 1953 | 1.20m                    | 49mm               |
| 83mm            | 1.9      | 1955 | 1.10m                    | 49mm               |
| 100mm           | 3.5      | 1952 | 1.40m                    | 33.5mm             |
| 135mm           | 3.5      | 1953 | 1.80m                    | 43mm               |
| 500mm           | 5.0      | 1953 | 11.0m                    | 46mm               |